# Atletiek op de Paralympische Zomerspelen 2024 - 100 m mannen T34
De 100 meter voor mannen klasse T34 op de Paralympische Zomerspelen 2024 vond plaats op 1 september (series) en 2 september (finale) in het Stade de France. Deze klasse is voor atleten met cerebrale parese die voornamelijk beperkingen hebben aan hun benen, maar minimale beperkingen of controleproblemen in hun armen en romp.  De winnaar van 2020 was Walid Ktila uit Tunesië. Hij werd in 2024 opgevolgd door Chaiwat Rattana uit Thailand, Walid Ktila behaalde het zilver en Austin Smeenk uit Canada won de bronzen medaille.

## Records
Voorafgaand aan het toernooi waren dit de wereldrecords en Paralympische records.
| Wereldrecord        | Tunesië Walid Ktila | 14.46 | Arbon | 1 juni 2019      |
| Paralympisch record | Tunesië Walid Ktila | 15.01 | Tokio | 30 augustus 2021 |

## Series
De eerste drie van beide series kwalificeerden zich direct voor de finale. Van de overgebleven atletes kwalificeerden bovendien de twee snelsten zich voor de finale.

#### Serie 1
| Rang | Baan | Naam            | Naam | Tijd  | Bijz.  |
| ---- | ---- | --------------- | ---- | ----- | ------ |
| 1    | 3    | Austin Smeenk   | CAN  | 15.38 | Q      |
| 2    | 7    | Rheed McCracken | AUS  | 15.62 | Q , SB |
| 3    | 6    | Henry Manni     | FIN  | 15.74 | Q      |
| 4    | 4    | Mohamad Othman  | UAE  | 15.77 | q      |
| 5    | 5    | Gong Wenhao     | CHN  | 15.81 | q      |

### Serie 2
| Rang | Baan | Naam            | Naam | Tijd  | Bijz.  |
| ---- | ---- | --------------- | ---- | ----- | ------ |
| 1    | 4    | Chaiwat Rattana | THA  | 14.81 | Q , PR |
| 2    | 6    | Walid Ktila     | TUN  | 15.09 | Q      |
| 3    | 7    | Ali Arshid      | QAT  | 15.20 | Q , PB |
| 4    | 5    | Wang Yang       | CHN  | 15.86 | SB     |
| 5    | 3    | Roberto Michel  | MRI  | 16.01 |        |

## Finale
| Rang   | Baan | Naam            | Naam | Tijd  | Bijz. |
| ------ | ---- | --------------- | ---- | ----- | ----- |
| Goud   | 5    | Chaiwat Rattana | THA  | 14.76 | PR    |
| Zilver | 4    | Walid Ktila     | TUN  | 15.14 |       |
| Brons  | 6    | Austin Smeenk   | CAN  | 15.19 |       |
| 4      | 3    | Rheed McCracken | AUS  | 15.31 | SB    |
| 5      | 2    | Mohamad Othman  | UAE  | 15.40 |       |
| 6      | 7    | Ali Arshid      | QAT  | 15.42 |       |
| 7      | 8    | Henry Manni     | FIN  | 15.64 |       |
| 8      | 9    | Gong Wenhao     | CHN  | 15.67 |       |